# Маличенко, Иван Федосеевич
Иван Феодосиевич Маличенко — советский хозяйственный деятель, Герой Социалистического Труда.

## Биография
Родился в 1932 году в поселке Каланчак. Член КПСС.
В 1944—1949 гг. — колхозник колхоза «XVII партсъезд» Скадовского района Херсонской области.
Окончил курсы трактористов при Каланчакской МТС.
В 1950—1952 гг. — тракторист Каланчакской МТС.
В 1952—1955 гг. — военнослужащий Советской армии.
В 1955—1991 гг. — тракторист Каланчакской МТС, тракторист колхоза «Победа», звеньевой механизированного звена совхоза «Каланчакский» Каланчакского района Херсонской области Украинской ССР.
В 1967 году после внедрения звеньевой системы в зерновом хозяйстве на орошаемых землях возглавлял механизированное звено из пяти человек, которое на 640 гектарах орошаемой земли занималось выращиванием кукурузы, пшеницы, сои на зерно, кукурузы на силос и люцерны. С одного гектара звено Маличенко собирало по 80-100 ц кукурузы и по 700—800 ц зелёной массы.
Указом Президиума Верховного Совета СССР от 24 декабря 1976 года присвоено звание Героя Социалистического Труда с вручением ордена Ленина и золотой медали «Серп и Молот».
Умер в 2014 году в Каланчаке.

## Награды и звания
- Герой Социалистического Труда (24.12.1976)
- Орден Ленина (08.04.1971, 24.12.1976)
- Орден Октябрьской Революции (08.12.1973)
- Орден Дружбы народов (07.07.1986)